# Перье, Франсуа (генерал)
Франсуа Перье (фр. François Perrier; 18 апреля 1835, Вальрог, департамента Гар — 20 февраля 1888, Монпелье) — французский генерал, учëный-геодезист, географ и математик. Член французской Академии наук.

## Биография
Франсуа Перье родился в семье протестантов, выходцев из Севенны. После учился в лицее города Ним, после окончания колледжа Сент-Барбе, в 1853 году поступил в парижскую политехническую школу, откуда был выпущен в 1857 году штабным офицером.
В 1857 году произведен в лейтенанты, в 1860 году — капитан, в 1874 году — майор кавалерии, в 1879 году получил чин подполковника. С 1887 года — бригадный генерал.
Внëс значительный вклад в науку. В 1861 году опубликовал работу о тригонометрическом стыке Франции и Англии. В 1865 году последовала его публикация о триангуляции Корсики.
С 1875 года являлся членом Бюро долгот.
Его научная деятельность не осталась незамеченной и в 1879 году он был поставлен во главе Геодезической службы французской армии.
В 1880 году Перье был направлен в качестве делегата на берлинскую конференцию по урегулированию новой греко-турецкой границы.
В январе того же года он был избран членом французской Академии наук.
В 1883 году Перье отправился во Флориду для научных наблюдений прохождения Венеры по диску Солнца
 и с успехом выполнил поставленные перед ним задачи.
Известность Перье в научном мире ещё более возросла после проведенной им триангуляции в Алжире .
С присвоением генеральского звания Перье был назначен начальником всей Географической службы французской армии.
Умер в Монпелье 20 февраля 1888 года.

## Награды и научное признание
- Имя Франсуа Перье начертано в списке из 72 имён наиболее выдающихся французских учёных и инженеров XVIII—XIX веков на Эйфелевой башне.
- Командор ордена Почётного легиона.